# Everything Changes
| Críticas profissionais | Críticas profissionais |
| Avaliações da crítica  | Avaliações da crítica  |
| Fonte                  | Avaliação              |
| ---------------------- | ---------------------- |
| allmusic               | [ 1 ]                  |

Everything Changes é o segundo álbum da boy band britânica Take That. Alcançou o número um na parada de álbuns britânica, e foi nomeado para o Mercury Prize 1994. O álbum foi o terceiro melhor álbum mais vendido de 1993 no Reino Unido. O álbum alcançou o número um na Irlanda e no Reino Unido e foi o avanço bandas de toda a Europa top 10 indo em muitos países e top 40 na Austrália. O álbum foi certificado como 4x Platina no Reino Unido e é atualmente a 8ª maior gravação de boy band mais vendida no Reino Unido. O álbum ficou no top 75 da parada de álbuns britânica por 78 semanas (um ano, seis meses e duas semanas).

## Faixas
Todas as faixas escritas e compostas por Gary Barlow, exceto onde observado. 
| Edição CD e Cassete |                                |                               |         |  |
| N.º                 | Título                         | Compositor(es)                | Duração |  |
| 1.                  | "Everything Changes"           | Barlow, Baylis, Kennedy, Ward | 3:34    |  |
| 2.                  | "Pray"                         |                               | 3:43    |  |
| 3.                  | "Wasting My Time"              |                               | 3:45    |  |
| 4.                  | "Relight My Fire"              | Dan Hartman                   | 4:11    |  |
| 5.                  | "Love Ain't Here Anymore"      |                               | 3:57    |  |
| 6.                  | "If This Is Love"              | Howard Donald, Dave James     | 3:56    |  |
| 7.                  | "Whatever You Do to Me"        |                               | 3:44    |  |
| 8.                  | "Meaning of Love"              |                               | 3:46    |  |
| 9.                  | "Why Can't I Wake Up with You" |                               | 3:37    |  |
| 10.                 | "You Are the One"              |                               | 3:47    |  |
| 11.                 | "Another Crack in My Heart"    |                               | 4:12    |  |
| 12.                 | "Broken Your Heart"            |                               | 3:46    |  |
| 13.                 | "Babe"                         |                               | 4:51    |  |
| Duração total:      | Duração total:                 | Duração total:                | 47:29   |  |

| Edição CD |                                             |                               |         |  |
| N.º       | Título                                      | Compositor(es)                | Duração |  |
| 1.        | "Everything Changes" (7" version)           | Barlow, Baylis, Kennedy, Ward | 3:35    |  |
| 9.        | "Why Can't I Wake Up with You" (7" version) | Gary Barlow                   | 3:38    |  |
| 14.       | "All I Want Is You"                         | Gary Barlow                   | 3:21    |  |

| Edição Picture disc LP |                                             |                               |         |  |
| N.º                    | Título                                      | Compositor(es)                | Duração |  |
| 1.                     | "Everything Changes" (7" version)           | Barlow, Baylis, Kennedy, Ward | 3:35    |  |
| 5.                     | "Love Ain't Here Anymore" (U.S. version)    | Gary Barlow                   | 4:07    |  |
| 9.                     | "Why Can't I Wake Up with You" (7" version) | Gary Barlow                   | 3:38    |  |

| Edição CD Deluxe |                                             |                               |         |  |
| N.º              | Título                                      | Compositor(es)                | Duração |  |
| 1.               | "Everything Changes" (7" version)           | Barlow, Baylis, Kennedy, Ward | 3:35    |  |
| 9.               | "Why Can't I Wake Up with You" (7" version) | Gary Barlow                   | 3:38    |  |
| 14.              | "All I Want Is You"                         | Gary Barlow                   | 3:21    |  |
| 15.              | "Babe" (Return Remix)                       | Gary Barlow                   | 4:55    |  |
| 16.              | "It Only Takes a Minute" (live)             | Brian Potter, Dennis Lambert  | 5:34    |  |
| 17.              | "Give Good Feeling" (live)                  | Gary Barlow                   | 3:52    |  |

| Edição Video Album |                                          |                               |         |  |
| N.º                | Título                                   | Compositor(es)                | Duração |  |
| 1.                 | "Everything Changes" (Nigel Lowis Remix) | Barlow, Baylis, Kennedy, Ward | 3:13    |  |
| 2.                 | "Relight My Fire" (Late Night Mix)       | Dan Hartman                   | 5:53    |  |
| 3.                 | "Why Can't I Wake Up with You"           | Gary Barlow                   | 3:37    |  |
| 4.                 | "Pray"                                   | Gary Barlow                   | 3:45    |  |
| 5.                 | "Relight My Fire"                        | Dan Hartman                   | 4:11    |  |
| 6.                 | "Babe" (Return Remix)                    | Gary Barlow                   | 4:55    |  |
| 7.                 | "Beatles Medley"                         | John Lennon, Paul McCartney   | 3:39    |  |
| 8.                 | "Everything Changes"                     | Barlow, Baylis, Kennedy, Ward | 3:34    |  |
| 9.                 | "Love Ain't Here Anymore"                | Gary Barlow                   | 4:07    |  |
| 10.                | "Another Crack in My Heart"              | Gary Barlow                   | 3:46    |  |
| 11.                | "You Are the One" (Instrumental)         | Gary Barlow                   | 3:47    |  |
| Duração total:     | Duração total:                           | Duração total:                | 41:87   |  |

| Edição expandida |                          |                           |                                                  |         |  |
| N.º              | Título                   | Compositor(es)            | Nota                                             | Duração |  |
| 14.              | "No Si Aqui No Hay Amor" | Gary Barlow               | Versão em espanhol de "Love Ain't Here Anymore". | 3:55    |  |
| 15.              | "The Party Remix"        | Anderson, Manilow, Barlow |                                                  | 7:16    |  |
| 16.              | "All I Want Is You"      | Gary Barlow               |                                                  | 3:21    |  |
| 17.              | "Babe" (Return Remix)    | Gary Barlow               |                                                  | 4:55    |  |

## Histórico de lançamento
| País        | Data de lançamento    | Formato         |
| ----------- | --------------------- | --------------- |
| Reino Unido | 11 de outubro de 1993 | CD e Cassette   |
| Japão       | 11 de outubro de 1993 | CD              |
| Japão       | 2 de setembro de 1994 | CD Deluxe       |
| Mundo       | 11 de outubro de 1993 | Picture disc LP |
| Mundo       | Julho de 1994         | Video album     |
| Mundo       | 2006                  | CD expanded     |
| Brasil      | 1993                  | CD              |

## Desempenho nas paradas
| Parada (1993)                   | Posição mais alta |
| ------------------------------- | ----------------- |
| Austrian Albums Chart           | 7                 |
| Dutch Albums Chart              | 3                 |
| German Albums Chart             | 4                 |
| Hungarian Albums Chart          | 5                 |
| Irish Albums Chart              | 1                 |
| Swedish Albums Chart            | 27                |
| Swiss Albums Chart              | 9                 |
| UK Albums Chart                 | 1                 |
| Parada (1994)                   | Posição mais alta |
| Australian Albums Chart         | 24                |
| Italian Albums Chart            | 17                |
| Parada (1995)                   | Posição mais alta |
| Belgian (Wallonia) Albums Chart | 33                |

Parada de fim de ano
| Parada (1993)         | Posição mais alta |
| --------------------- | ----------------- |
| UK Albums Chart       | 3                 |
| Parada (1994)         | Posição mais alta |
| Austrian Albums Chart | 26                |
| Italian Albums Chart  | 85                |
| Swiss Albums Chart    | 12                |

| Precedido por Bat Out of Hell II: Back Into Hell de Meat Loaf | Álbuns número um na UK Albums Chart 23 de outubro de 1993 – 29 de outubro de 1993 | Sucedido por Bat Out of Hell II: Back Into Hell de Meat Loaf |